# OptimFROG
OptimFROG — проприетарный кодек для сжатия аудиоданных без потерь разработанный Florin Ghido. OptimFROG оптимизирован для высокой степени сжатия, ценой увеличения накладных расходов на сжатие и декомпрессию данных.

## OptimFROG DualStream
OptimFROG DualStream — кодек для сжатия аудиоданных с потерями, разработанный с целью заполнить пробел между перцепционным сжатием и сжатием без потерь. OptimFROG DualStream имеет опцию для создания файла коррекции. Файл коррекции может быть использован совместно с основным файлом для воспроизведения без потерь.
Файлы коррекции также используются в кодеках WavPack и MPEG-4 SLS.

## Технические детали

### Метаданные
Оба формата файлов кодека OptimFROG используют теги APEv2 для хранения метаданных.